# Табун-Аральский сельсовет
Табун-Аральский сельсовет — сельское поселение в Енотаевском районе Астраханской области Российской Федерации.
Административный центр — село Ленино.

## Географическое положение
Граница сельсовета начинается от точки пересечения границ муниципальных образований «Средневолжский сельсовет» и «Косикинский сельсовет» и идёт в северо-восточном направлении на протяжении 8300 м, затем поворачивает на юго-восток на протяжении 3700 м, далее на северо-восток на протяжении 2800 м, затем вновь на юго-восток на протяжении 600 м. Далее граница идёт в северо-восточном направлении на протяжении 3000 м до реки Енотаевка (пересекая автодорогу Астрахань-Москва), по её середине на протяжении 3000 м до безымянного ерика, по нему до реки Нижняя Кабанка, пересекая ерик Крещенский, затем идет по середине реки Нижняя Кабанка до реки Волга, огибая остров Капитанский с северной и западной сторон на протяжении 8100 м, затем идет в северо-восточном направлении на протяжении 2200 м до ерика Воложка, по его середине на протяжении 1800 м, после на юго-запад на протяжении 1200 м, далее идет в юго-восточном направлении на протяжении 1900 м, затем идёт в юго-западном направлении на протяжении 1200 м до реки Волга, по её середине до реки Енотаевка, по её середине на протяжении 2000 м и в юго-восточном направлении на протяжении 1600 м. Затем граница идёт в юго-западном направлении на протяжении 970 м, пересекая автодорогу Астрахань-Москва, и идёт в северо-западном направлении на протяжении 16500 м до первоначальной точки.

## История
В 1968 году поселок Табун-Арал присоединяется к селу Ленино и образовался Табун-Аральский сельсовет. В современных границах с 18.09.1996 года, когда решением Совета Табун-Аральского сельсовета в соответствии с Законом «О местном самоуправлении в Астраханской области» было образовано муниципальное образование «Табун-Аральский сельсовет».

## Население
| 2010 | 2012  | 2013  | 2014  | 2015  | 2016  | 2017  |
| ---- | ----- | ----- | ----- | ----- | ----- | ----- |
| 1050 | →1050 | ↘1037 | ↘1027 | ↘1018 | ↘1004 | ↘1002 |
| 2018 | 2019  | 2020  | 2021  |       |       |       |
| ↘980 | ↘967  | ↘963  | ↗1073 |       |       |       |

Население сельсовета на 2010 год — 1050 человек, из них мужчины — 530 (50,5 %), женщины — 520 человек (49,5 %).

### Национальный состав
Национальный состав:
- Русский(ая) — 388
- Казах(шка) — 581
- Калмык(чка) — 17
- Чеченец(ка) — 39
- Татарин(ка) — 14
- Армянин(ка) — 2
- Кумык(чка) — 18
- Башкир(ка) — 3
- Белорус(ка) — 2
- Даргинец(ка) — 4
- Еврей(ка) — 1
- Кабардинец(ка) — 2
- Другие национальности — 52

## Состав сельского поселения
В состав сельского поселения входят 4 населённых пункта:
| № | Населённый пункт | Тип населённого пункта       | Население |
| - | ---------------- | ---------------------------- | --------- |
| 1 | Блошной          | хутор                        | ↗3        |
| 2 | Ленино           | село, административный центр | ↗895      |
| 3 | Промысловый      | посёлок                      | ↘41       |
| 4 | Табун-Арал       | село                         | ↘111      |

### Упразднённые населённые пункты
26 июля 2013 года упразднён хутор Антошкин.

## Хозяйство
Общая площадь территории сельсовета составляет 57655 га, из них земли сельхозназначения — 57479 га, пастбища — 44683 га, сенокосов — 2797 га (300 га находятся за рекой Енотаевка), земли поселений — 176 га. Основная отрасль экономики — сельское хозяйство. Промышленность и разработанные материально-сырьевые источники на территории сельсовета отсутствуют.

## Объекты социальной сферы
На территории МО развита сеть учреждений социально-культурного назначения: средняя общеобразовательная школа, детский сад, два фельдшерско-акушерских пунктов, два сельских Дома культуры, почта, отделение сбербанка, зарегистрировано шесть предпринимателей.